# Paul Tobias
Paul Huge (nacido en 1963), también conocido como Paul Tobias, es el antiguo guitarrista rítmico de la banda estadounidense de hard rock Guns N' Roses y actual guitarrista de Mank Rage.
Siendo amigo de la infancia de Axl Rose, formó con éste Hollywood Rose en 1984, un grupo primerizo que grabó una demo en el que aparecen dos canciones de Huge: "Shadow of Your Love" y "Back off Bitch". Cuando Rose formó en 1985 Guns N' Roses se regrabaron algunas canciones de esta demo para el álbum Appetite for Destruction, entre ellas "Shadow of Your Love" (que apareció como cara B del sencillo "It's So Easy"), lo que le valió a Huge una aparición en los créditos del álbum. En el tercer álbum de la banda californiana, Use Your Illusion I, se regrabó la canción "Back off Bitch".
En 1994, Huge participó como segunda guitarra en la versión del tema "Sympathy for the Devil" de los Rolling Stones realizado Por Guns N' Roses para la banda sonora de la película Entrevista con el vampiro. Este hecho estuvo rodeado de conflictos ya que Paul reemplazó muchos de los solos de guitarra que correspondían a Slash." 
En 1996, Huge participó en la grabación del sexto álbum de Guns N' Roses, lo que otorgó un motivo más a Slash y Duff McKagan para abandonar el grupo. Al año siguiente, Huge comenzó a trabajar con Guns N' Roses a tiempo completo grabando y componiendo para el grupo en estudio. Huge colaboró en esta época en la composición de temas que serían incluidos en el último disco de Guns N' Roses, "Chinese Democracy": "Street Of Dreams", "There Was A Time", "Catcher In The Rye", "Riad N' The Bedouins", "I.R.S", "Prostitute" y "Oh My God", que apareció en la banda sonora del film El fin de los días, pero que no fue incluida en el último trabajo discográfico de Guns N' Roses.
Huge fue incluido en la vuelta a los escenarios de la banda californiana en dos conciertos tras ocho años. No obstante, Huge había dado muy pocos conciertos a lo largo de su vida, lo que repercutió en el sonido del grupo en estas actuaciones. Debido a ello y a su aversión por el espectáculo de los conciertos, Huge fue reemplazado en el año 2002 por Richard Fortus.
En 2001 tocó por última vez con Guns N' Roses en la tercera edición del festival Rock in Rio.
Desde 2006 se encarga de la tienda de guitarras de su familia en Chicago, llamada "Tobias Music".